# Dom Pérignon (champagne)

Logo

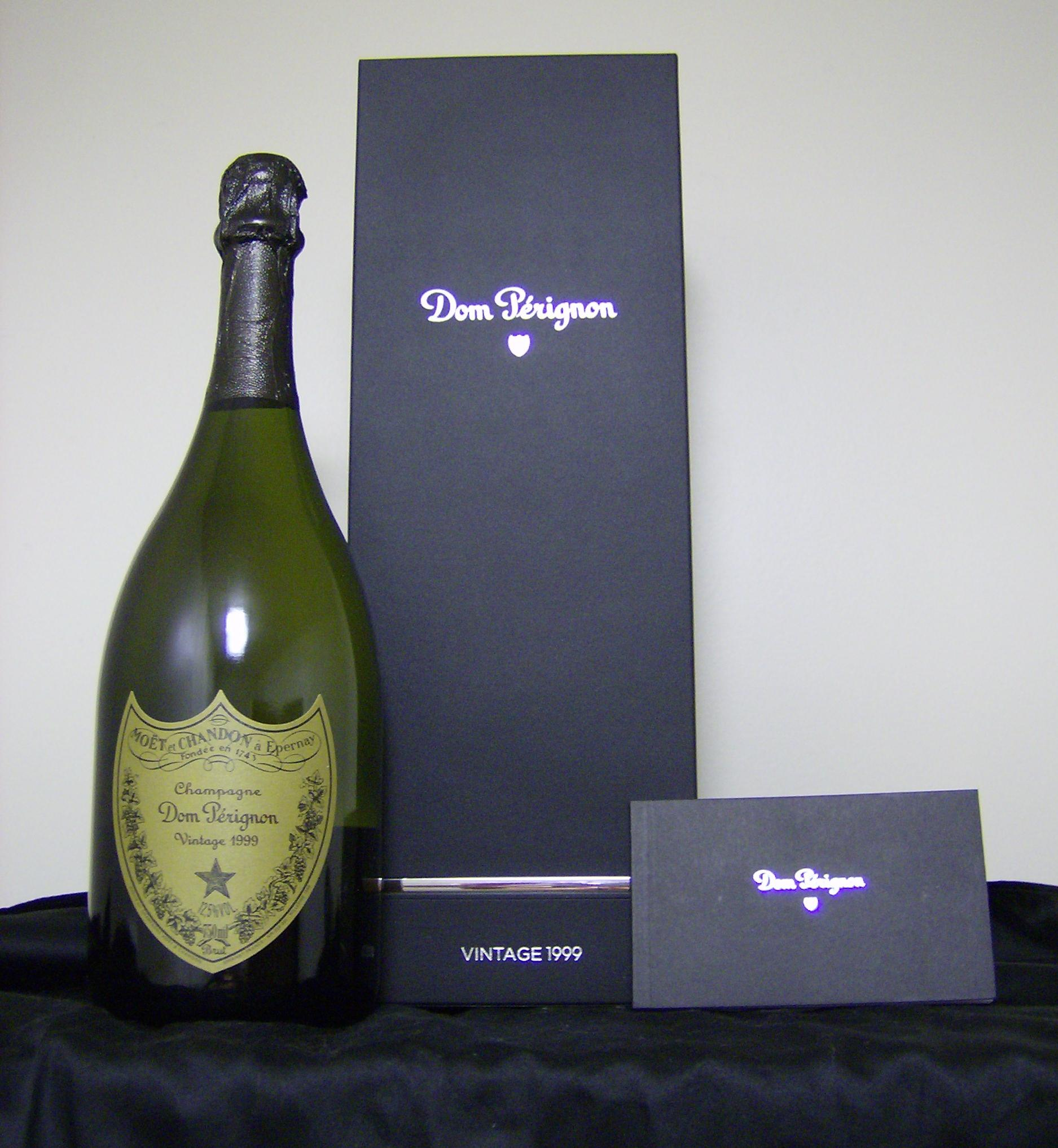
Dom Pérignon uit 1999

Dom Pérignon is een champagne van het champagnehuis Moët et Chandon.
In 1662 bracht de Engelsman Christopher Merret verslag uit aan de Royal Society over het verkrijgen van mousserende wijn door toevoeging van suiker aan stille wijn waardoor er een tweede gisting optreedt. De Franse monnik Dom Pérignon begon pas in 1668 met het op fles trekken van wijn in de abdij van Hautvillers. Dit is dus zes jaar later. Men heeft moeten wachten tot er voldoende stevige wijnflessen konden worden gemaakt om te weerstaan aan de druk binnen de fles tijdens de tweede gisting. Opmerkelijk is ook dat deze fles ontstaan is in Engeland. Oorspronkelijk waren de Fransen niet enthousiast over deze wijn. Alexandre Dumas, de vader van de Drie Musketiers, maakte de buitenlanders die deze wijn graag dronken belachelijk. Toch is het de stad Parijs die na de Franse Revolutie deze drank populair maakte en dit via bordelen en 'maisons closes'. Na de Fransen zijn de Belgen de grootste champagnedrinkers. Sinds in 1936 de eerste zending de Verenigde Staten bereikte, is Dom Pérignon er het bekendste champagnemerk.
De productie wordt tegenwoordig gevolgd en geleid door de chef de cave Vincent Chaperon, die in 2019 de beroemde Richard Geoffroy verving. 

## Champagnes
Dom Pérignon is een Cuvée de prestige, wat wil zeggen dat dit de beste champagne is binnen een champagnehuis. In dit geval is dit champagnehuis Moët & Chandon. Dom Pérignon wordt enkel in de allerbeste jaren geproduceerd met druiven van eenzelfde jaar en van elke jaargang wordt een beperkt aantal flessen gereserveerd, voorbestemd voor een langere rijping. 
Een 'normale' vintage (P1) bereikt zijn eerste Plenitude na minimaal 7 jaar. De 2de wordt bereikt na 12-15 jaar en de 3de na 30-40 jaar.
Dom,Pérignon gaat ook regelmatig een partnerschap met artisten om een speciale editie te creëren. Bijvoorbeeld met Mathias Bengtsson en met Jean-Michel Basquiat.